# Cantuaria sylvatica
Cantuaria sylvatica är en spindelart som beskrevs av Forster 1968. Cantuaria sylvatica ingår i släktet Cantuaria och familjen Idiopidae. Inga underarter finns listade.